# Лібія Ґруесо
Лібія Ґруесо (ісп. Libia Grueso, нар. Буенавентура, 4 червня 1965 р.) — соціальна працівниця, яка закінчила Університет дель Валле, колумбійська правозахисниця, яка бореться за громадянські права афроколумбійських громад.
Вона також є співзасновницею Processes of the Black Communities (PCN). Вона захищала права на землю чорношкірих сільських громад країни розміром понад 24 000 км² та зосереджувалася на захисті тихоокеанських джунглів Колумбії.

## Деякі публікації
- Arturo Escobar, libia Grueso, carlos Rosero. 2002. Diferencia, nación y modernidades alternativas. Gaceta. 48: 50-80

### Книги
- libia Grueso, Arturo Escobar, carlos Rosero. 2008. «The Process of Black Community Organizing in the Southern Pacific Coast of Colombia». En Cultures of Politics/Politics of Culture. Revisioning Latin American Social Movements, Westview Press, Boulder

## Відзнаки
- 2004: Екологічна премія Голдмана.[4]